# استاسی
استاسی سویلیا (انگلیسی: Lindtsey Stacey Aubrey Casumpang Sevilleja; زادهٔ ۱۳ ژوئیه ۲۰۰۳) که به‌طور حرفه‌ای با نام استاسی (Stacey) شناخته می‌شود، خواننده، رپر و رقصنده اهل فیلیپین است. او یکی از اعضای گروه دخترانه بینی است.

## اوایل زندگی
استیسی در ۱۳ ژوئیه ۲۰۰۳ در نوئه‌وا ویزکایا، فیلیپین به عنوان تک فرزند از یک مادر مجرد به دنیا آمد. او در ایفوگائو بزرگ شد و در کلیسای خانواده‌اش خواننده بود.